# Georgia-bérház
A Georgia bérház vagy (volt) MTA-bérpalota egy bérház Budapesten, a VII. kerületben, a Károly körút és a Rákóczi út sarkán, azaz az Astoriánál. Két épület egybeépítéséből született 1939-ben; tervezőik Novák Ede és Barát Béla (1935), valamint Hültl Dezső (1939) voltak.

## Története

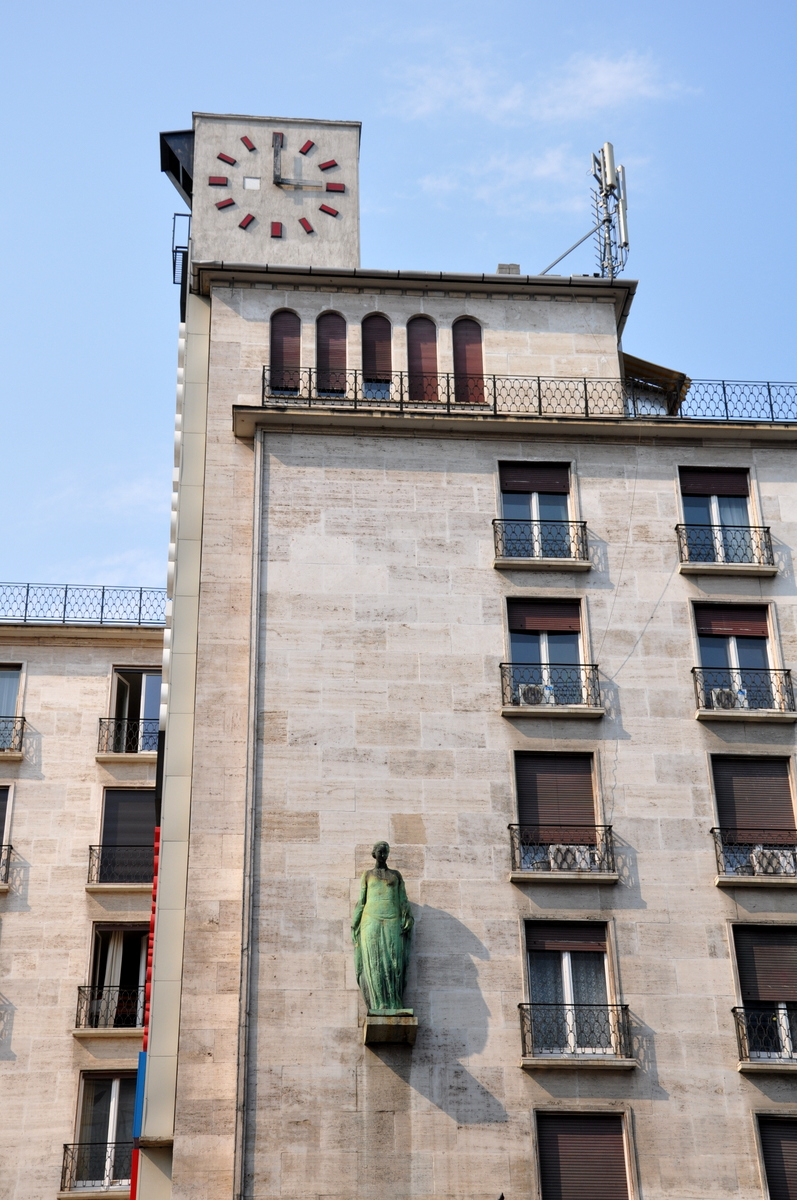
A Novák–Barát-páros által tervezett rész (Rákóczi út 4.)

Az „eredeti” bérház Novák Ede és Barát Béla tervei alapján épült meg 1935-ben a Rákóczi út 4. szám alatt, eredetileg is bérháznak. Ennek a tetején kapott helyet egy óra, illetve oldalán Minerva bronz szobra. Az épület tetején helyet kapott óra alatt egy penthouse-t alakítottak ki, amelyhez a tetőterasz is hozzátartozott. Novákék az épülettel szakmai pályájuk csúcsára értek, az építésszövetség elismeréséül mesterdíjjal tüntette ki őket.
Ehhez az épülethez kellett az építtető Magyar Tudományos Akadémia megbízásából Hültl Dezsőnek 1939-ben megterveznie a mai épület nagyjából kétharmadát kitevő kiskörúti részt, valamint a kettő összeköttetését. Hültl az eredeti épület homlokzati elemeinek lemásolása mellett döntött és egy szimmetrikus épületet álmodott meg, ami mindkét út síkjához képest beljebb van. Ennek nyomán egy nagyjából azonos méretű épületszárnyat húztak fel a Károly körút mentén is, a két tömböt összekötő (szintén ugyanolyan magasságú) rész sarkát pedig lekerekítette. Mivel ez beljebb található, mint a két út síkja, az épület előtt így egy apró teret is létrehozott.
Néhol tévesen Kotsis Ivánt jelölik az épületegyüttes tervezőjének, ez azonban helytelen.
A második világháború után államosították, az 1956-os forradalom során itt is komoly harcok dúltak, ám az épület mindkétszer sikerrel átvészelte a csatákat.
Ma vegyesen lakások és irodák is működnek benne, a földszinten végig üzletekkel.
A Rákóczi út átellenes oldalán álló East-West Business Center megjelenésében tudatosan a Georgia-bérházat utánozza.

## A médiában
Ezen épület tetőterasza (és az átellenben látható Astoria Szálló) alkotja (a Budavári Palota) mellett Katy Perry 2010-es Fireworks című klipjének hátterét.
Ugyancsak a központi épületrész tetején forgatták a Robert Redford és Brad Pitt főszereplésével készült Kémjátszma c. film egyik drámai jelenetét.
Több alkalommal volt látható az épület légi felvétellel készült vágóképként a Jennifer Garner nevével fémjelzett Alias című televíziós akciósorozatban mint amszterdami városrészlet.